# Serrabrycon magoi
Serrabrycon magoi är en fiskart som beskrevs av Vari, 1986. Serrabrycon magoi ingår i släktet Serrabrycon och familjen Characidae. Inga underarter finns listade i Catalogue of Life.